# Велика награда Бахреина 2022.
Велика награда Бахреина 2022. (званично позната као енгл. Formula 1 Gulf Air Bahrain Grand Prix 2022) била је трка Формуле 1 која је одржана 20. марта 2022. на Међународној стази Бахреин, стази за мототрке на западу Бахреина. Био је то почетак сезоне светског шампионата Формуле 1 2022. и била је то осамнаеста Велика награда Бахреина.
Шарл Леклер је победио у трци након што је стартовао са пол позиције, што је његова прва победа од Велике награде Италије 2019. То је такође била Фераријева прва победа и резултат 1–2 од Велике награде Сингапура 2019.

## Позадина

### Учесници
Возачи и тимови су били исти као на листи за пријаву сезоне, са јединим изузетком Себастијана Фетела из Астон Мартина, кога је заменио Нико Хилкенберг, пошто је био позитиван на корона вирус. На трци је дебитовао Џоу Гуанју за Алфа Ромео.

### Избор гума
Добављач гума Пирели је донео смеше гумa Ц1, Ц2 и Ц3 (означене као тврде, средње и меке) како би тимови могли да користе на догађају.

## Тренинг
Одржана су три тренинга, сваки у трајању од сат времена. Први тренинг је био у петак, 18. марта, а почео је у 15:00 по локалном времену (УТЦ+03:00). Друга сесија је почела истог дана у 18 часова по локалном времену. Трећи тренинг одржан је 19. марта са почетком у 15:00 по локалном времену. Актуелни светски шампион Макс Верстапен из Ред бул рејсинга био је најбржи у последња два слободног тренинга, а на првом је био Пјер Гасли из Алфа Таурија на меким гумама.

## Квалификације

### Извештај
Квалификације су трајале један сат и почеле су у 18:00 по локалном времену 19. марта. Кевин Магнусен из Хаса квалификовао се први пут за тима у К3 од Велике награде Бразила 2019. Шарл Леклер из Ферарија поставио је најбрже време за пол позицију, испред Верстапена и сувозача Карлоса Саинза.

### Квалификациона класификација
| Поз. | Бр. | Возач            | Конструктор  | Квалификациона времена | Квалификациона времена | Квалификациона времена | Стартна позиција |
| Поз. | Бр. | Возач            | Конструктор  | К1                     | К2                     | К3                     | Стартна позиција |
| ---- | --- | ---------------- | ------------ | ---------------------- | ---------------------- | ---------------------- | ---------------- |
| 1    | 16  | Шарл Леклер      | Ферари       | 1:31,471               | 1:30,932               | 1:30,558               | 1                |
| 2    | 1   | Макс Верстапен   | Ред бул      | 1:31,785               | 1:30,757               | 1:30,681               | 2                |
| 3    | 55  | Карлос Саинз     | Ферари       | 1:31,567               | 1:30,787               | 1:30,687               | 3                |
| 4    | 11  | Серхио Перез     | Ред бул      | 1:32,311               | 1:31,008               | 1:30,921               | 4                |
| 5    | 44  | Луис Хамилтон    | Мерцедес     | 1:32,285               | 1:31,048               | 1:31,238               | 5                |
| 6    | 77  | Валтери Ботас    | Алфа Ромео   | 1:31,919               | 1:31,717               | 1:31,560               | 6                |
| 7    | 20  | Кевин Магнусен   | Хас          | 1:31,955               | 1:31,461               | 1:31,808               | 7                |
| 8    | 14  | Фернандо Алонсо  | Алпин        | 1:32,346               | 1:31,621               | 1:32,195               | 8                |
| 9    | 63  | Џорџ Расел       | Мерцедес     | 1:32,269               | 1:31,252               | 1:32,216               | 9                |
| 10   | 10  | Пјер Гасли       | Алфа Таури   | 1:32,096               | 1:31,635               | 1:32,338               | 10               |
| 11   | 31  | Естебан Окон     | Алпин        | 1:32,041               | 1:31,782               | Н/Д                    | 11               |
| 12   | 47  | Мик Шумахер      | Хас          | 1:32,380               | 1:31,998               | Н/Д                    | 12               |
| 13   | 4   | Ландо Норис      | Макларен     | 1:32,239               | 1:32,008               | Н/Д                    | 13               |
| 14   | 23  | Александер Албон | Вилијамс     | 1:32,726               | 1:32,664               | Н/Д                    | 14               |
| 15   | 24  | Џоу Гуанју       | Алфа Ромео   | 1:32,493               | 1:33,543               | Н/Д                    | 15               |
| 16   | 22  | Јуки Цунода      | Алфа Таури   | 1:32,750               | Н/Д                    | Н/Д                    | 16               |
| 17   | 27  | Нико Хилкенберг  | Астон Мартин | 1:32,777               | Н/Д                    | Н/Д                    | 17               |
| 18   | 3   | Данијел Рикардо  | Макларен     | 1:32,945               | Н/Д                    | Н/Д                    | 18               |
| 19   | 18  | Ланс Строл       | Астон Мартин | 1:33,032               | Н/Д                    | Н/Д                    | 19               |
| 20   | 6   | Николас Латифи   | Вилијамс     | 1:33,634               | Н/Д                    | Н/Д                    | 20               |

## Трка

### Извештај
Трка је почела у 18:00 по локалном времену 20. марта, возила се под светлима и трајала је 57 кругова.
На почетку, Леклер и Верстапен су имали чисте битке, а Леклер је задржао прву позицију испред Верстапена. Перез је имао лош старт и био је шести иза Хамилтоновог Мерцедеса и Магнусеновог Хаса, али Перез се поправио и престигао обојицу те поново заузео четврто место иза Саинзовог Ферарија до 10. круга, након што Хамилтонови покушаји да прође Саинза нису уродили плодом.
Даљи поредак, Валтери Ботаса је имао лош почетак и пао је са 6. на 14. место, док је Шумахер надокнадио два места до контакта са Оконом. Инцидент је резултирало тиме да је Француз добио казну од пет секунди након што се сматрало да је изазвао судар.
Верстапен се брзо нашао у заостатку за Леклером и покушао је да га претекне тако што је у 14. кругу отишао у бокс, али је само смањио заостатак када је Ферари одговорио круг касније. Жестока борба за вођство је уследила од 17. круга па надаље, пошто је два пута Верстапен, уз помоћ ДРС-а, прошао поред Леклера у 1. кривини, да би га Ферари одмах претекао у 4. кривини где је Леклер стекао предност ДРС-а. У 19. кругу, Верстапен је покушао да обиђе и лошом реакцијом у првој кривини омогућио је Леклеру да још једном изгради приметно вођство.
На средини трке, Ферари је био око четири секунде испред Ред була. У 30. кругу, Верстапен је још једном покушао да бољим питом претекне Леклера, овог пута је прешао на средње гуме али безуспешно јер је Ферари брзо реаговао и уз брзо заустављање, успео да пусти Леклера ван домета ДРС Верстапену, након чега је узвикнуо да „никада“ више неће возити конзервативан круг, инструкција коју је Мерцедес такође пренео Хамилтону док су се он и његов сувозач Расел борили са високом деградацијом гума како би се повећао општи недостатак темпа из аутомобила.
У 43. кругу, Верстапен је поново одрадио бокс на меке гуме, али овога пута Ферари није реаговао. Виртуелни безбедносни аутомобил је трајао три круга, након што се Гаслијев Алфа Таури избио у пламен у 3. скретању, који је касније претворен у потпуно безбедно возило и подстакао Леклера да се пребаци за нови сет софта. У међувремену, Верстапен се жалио да му је управљање аутомобилом било тешко од његовог трећег заустављања у боксу.
Када је трка поново почела у 51. кругу, Леклер је много боље почео и Саинз је извршио напад на Верстапена, који је био неуспешан. У 54. кругу, Верстапен је радио-везом обавестио тим да сумња да има проблем са батеријом, што је одмах демантовао директор његовог тима Кристијан Хорнер. Пред крај круга његов аутомобил је знатно успорио и по упутству свог тима, ушао је у пит лејн да би се повукао, касније је пријављен проблем са системом горива. Убрзо након тога, његов сувозач Перез се такође пожалио на губитак снаге и нашао се на удару Хамилтоновог Мерцедеса. Уласком у први завој у последњем кругу, његов мотор се нагло искључио након што је такође остао без горива, направивши полуокрет, због чега се и он повукао.
Леклер је победио у трци испред свог сувозача Саинза, поставивши најбржи круг, док се Хамилтон нашао на подијуму као 3. Магнусен је пре две године возио своју последу трку, а сада довео Хас на пето место, а Ботас се опоравио од свог лош почетак ма шесто место где је првобитно почео, Возачи Алпина, Окон и Алонсо су се вратили кући на 7. односно 9. месту, за Алфа Таури Цунода је узео 8. место, док је новајлија Џоу Гуанју постигао поене у својој првој трци.

### Тркачка класификација
| Поз.                                                    | Бр. | Возач            | Конструктор  | Кругова | Време/Разлика | Место | Поени |
| ------------------------------------------------------- | --- | ---------------- | ------------ | ------- | ------------- | ----- | ----- |
| 1                                                       | 16  | Шарл Леклер      | Ферари       | 57      | 1:37:33,584   | 1     | 261   |
| 2                                                       | 55  | Карлос Саинз     | Ферари       | 57      | +5,598        | 3     | 18    |
| 3                                                       | 44  | Луис Хамилтон    | Мерцедес     | 57      | +9,675        | 5     | 15    |
| 4                                                       | 63  | Џорџ Расел       | Мерцедес     | 57      | +11,211       | 9     | 12    |
| 5                                                       | 20  | Кевин Магнусен   | Хас          | 57      | +14,754       | 7     | 10    |
| 6                                                       | 77  | Валтери Ботас    | Алфа Ромео   | 57      | +16,119       | 6     | 8     |
| 7                                                       | 31  | Естебан Окон     | Алпин        | 57      | +19,423       | 11    | 6     |
| 8                                                       | 22  | Јуки Цунода      | Алфа Таури   | 57      | +20,386       | 16    | 4     |
| 9                                                       | 14  | Фернандо Алонсо  | Алпин        | 57      | +22,390       | 8     | 2     |
| 10                                                      | 24  | Џоу Гуанју       | Алфа Ромео   | 57      | +23,064       | 15    | 1     |
| 11                                                      | 47  | Мик Шумахер      | Хас          | 57      | +32,574       | 12    |       |
| 12                                                      | 18  | Ланс Строл       | Астон Мартин | 57      | +45,873       | 19    |       |
| 13                                                      | 23  | Александер Албон | Вилијамс     | 57      | +53,932       | 14    |       |
| 14                                                      | 3   | Данијел Рикардо  | Макларен     | 57      | +54,975       | 18    |       |
| 15                                                      | 4   | Ландо Норис      | Макларен     | 57      | +56,335       | 13    |       |
| 16                                                      | 6   | Николас Латифи   | Вилијамс     | 57      | +1:01,795     | 20    |       |
| 17                                                      | 27  | Нико Хилкенберг  | Астон Мартин | 57      | +1:03,829     | 17    |       |
| 182                                                     | 11  | Серхио Перез     | Ред бул      | 56      | Систем горива | 4     |       |
| 192                                                     | 1   | Макс Верстапен   | Ред бул      | 54      | Систем горива | 2     |       |
| Оду                                                     | 10  | Пјер Гасли       | Алфа Таури   | 44      | Агрегат       | 10    |       |
| Најбржи круг: Шарл Леклер (Ферари) – 1:34,570 (круг 51) |     |                  |              |         |               |       |       |
| Извор:                                                  |     |                  |              |         |               |       |       |

Напомене
- ^1  – Укључује један бод за најбржи круг.
- ^2  – Серхио Перез и Макс Верстапен су били класификовани пошто су прешли више од 90% трке.[12]

## Поредак шампионата после трке
| Поз. | Возач          | Поени |
| ---- | -------------- | ----- |
| 1    | Шарл Леклер    | 26    |
| 2    | Карлос Саинз   | 18    |
| 3    | Луис Хамилтон  | 15    |
| 4    | Џорџ Расел     | 12    |
| 5    | Кевин Магнусен | 10    |

| Поз. | Конструктор | Поени |
| ---- | ----------- | ----- |
| 1    | Ферари      | 44    |
| 2    | Мерцедес    | 27    |
| 3    | Хас         | 10    |
| 4    | Алфа Ромео  | 9     |
| 5    | Алпин       | 8     |

- Напомена: Само првих пет позиција су приказане на табели.